# Это сильнее меня, часть 1
«Это сильнее меня» (в частях 1 и 2) — пятый и седьмой музыкальные альбомы группы «Гости из будущего», вышедшие в 2000 и 2003 годах соответственно. 
Группа сменила лейбл и выпустила оба альбома на студии «Никитин». Вторая часть имеет альтернативное название «Романтический альбом».

## Список композиций

### Часть 1
| №  | Название                     | Текст песни | Музыка      | Длительность |
| -- | ---------------------------- | ----------- | ----------- | ------------ |
| 1. | «Это сильнее меня»           | Ева Польна  | Юрий Усачёв | 4:33         |
| 2. | «Ундина (Русалочка)»         | Ева Польна  | Юрий Усачёв | 4:29         |
| 3. | «Отважно»                    | Ева Польна  | Юрий Усачёв | 4:37         |
| 4. | «О тебе»                     | Ева Польна  | Юрий Усачёв | 5:02         |
| 5. | «Дождик»                     | Ева Польна  | Юрий Усачёв | 4:50         |
| 6. | «Даже если она не вернётся…» | Ева Польна  | Юрий Усачёв | 4:50         |
| 7. | «Разбить души твоей окна»    | Ева Польна  | Юрий Усачёв | 4:10         |
| 8. | «Я думала»                   | Ева Польна  | Юрий Усачёв | 5:01         |

### Часть 2. «Романтический альбом»
Все тексты написаны Евой Польна, вся музыка написана Юрий Усачёв.
| №   | Название                       | {{{extra_column}}} | Длительность |
| --- | ------------------------------ | ------------------ | ------------ |
| 1.  | «Метко 1»                      | (версия 2003)      | 2:38         |
| 2.  | «Почему ты»                    | (версия 2003)      | 3:42         |
| 3.  | «Не говори мне больше о любви» | (версия 2003)      | 3:28         |
| 4.  | «Девушка, которая поёт»        |                    | 3:23         |
| 5.  | «Уходи-уходи»                  |                    | 2:55         |
| 6.  | «Новогодняя песня»             |                    | 4:10         |
| 7.  | «Никто, кроме тебя»            | (версия 2003)      | 5:58         |
| 8.  | «Люби меня по-французски»      | (версия 2003)      | 4:26         |
| 9.  | «Кто сказал…»                  |                    | 5:17         |
| 10. | «Ты где-то»                    | (версия 2003)      | 4:12         |
| 11. | «Метко 2»                      | (версия 2003)      | 5:04         |